# Stephen Goldblatt
Pour les articles homonymes, voir Goldblatt.
 (juin 2022).
Stephen Goldblatt (né le 29 avril 1945 en Afrique du Sud) est un directeur de la photographie américain[réf. nécessaire].

## Filmographie
- 1981 : Outland, loin de la terre (Outland) de Peter Hyams
- 1983 : Les Prédateurs (The Hunger) de Tony Scott
- 1984 : Cotton Club (The Cotton Club) de Francis Coppola
- 1985 : Le Secret de la pyramide (Young Sherlock Holmes) de Barry Levinson
- 1987 : L'Arme fatale (Leathal Weapon) de Richard Donner
- 1989 : L'Arme fatale 2 (Leathal Weapon 2) de Richard Donner
- 1991 : Le Prince des marées (The Prince of Tides) de Barbra Streisand
- 1993 : L'Affaire Pélican (The pelican brief) d'Alan J. Pakula
- 1995 : Batman Forever de Joel Schumacher
- 1999 : Aussi profond que l'océan (The Deep End of the Ocean) de Ulu Grosbard
- 2005 : Rent de Chris Columbus
- 2007 : La Guerre selon Charlie Wilson (Charlie Wilson's War) de Mike Nichols
- 2009 : Julie & Julia de Nora Ephron
- 2011 : La Couleur des sentiments de Tate Taylor
- 2014 : Get On Up de Tate Taylor
- 2017 : Nos âmes la nuit (Our Souls at Night) de Ritesh Batra
- 2020 : Amours irlandaises (Wild Mountain Thyme) de John Patrick Shanley
- 2023 : My Dear F***ing Prince (Red, White & Royal Blue) de Matthew López

## Récompenses et distinctions
Nominations
- Oscar de la meilleure photographie pour Le Prince des marées (The Prince of Tides) à la 64e cérémonie des Oscars
- Oscar de la meilleure photographie pour Batman Forever à la 68e cérémonie des Oscars

- (en) Stephen Goldblatt: Awards, sur l'Internet Movie Database